# Slag bij Coleto
Slag bij Coleto, ook bekend als the battle of the prairie, was een veldslag tussen Mexico en Texaanse rebellen, tijdens de Texaanse Onafhankelijkheidsoorlog. De slag vond plaats op 19 en 20 maart 1836. De Texanen onder leiding van James Fannin werden verslagen door de Mexicaanse troepen van generaal José Urrea.
Tijdens de slag op de open prairie werden de Texanen omsingeld door de troepen van Urrea. Na twee dagen gaven de Texanen zich over. Onder hen waren 9 doden en 60 gewonden gevallen.
Gonzalez · Concepcion · Grass Fight · Bexar · San Patricio · Dulce · Alamo ·  Refugio · Coleto · San Jacinto